# 방배로
방배로(方背路, Bangbae-ro)는 서울특별시 서초구 방배동을 통과하는 도로로 삼호아파트 삼거리에서 경남아파트 삼거리를 잇는다. 이 도로는 왕복 6차선이고, 길이는 2.9Km이다.

## 역사
- 1981년 1월 21일 : 이 구간의 도로를 방배로로 정함

## 노선
- 삼호아파트 삼거리 - 서래초등학교 - 함지박사거리 - 방배4동 주민센터 - 내방역 - 방배1동 주민센터 - 방배역 - 방배성당 - 경남아파트 삼거리

## 연결 도로
시작점인 삼호아파트 삼거리에서는 사평대로와 연결되며, 종점인 경남아파트 삼거리에서는 남부순환로와 접한다.

## 같이 보기
- 남부순환로
- 신반포로
- 현충로